# Японский маяк
Японский маяк, также маяк Полуват — заброшенный маяк, расположенный на острове Алет в штате Чуук в Федеративных Штатах Микронезии. Он был построен японцами в 1940 году и использовался ими до тех пор, пока не подвергся атакам американских войск во время Второй Мировой войны. Маяк был включён в Национальный реестр исторических мест США в 1983 году. Он является хорошим примером японской довоенной морской архитектуры.

## Внешний вид
Высота маяка равна примерно 32 метрам. Он выстроен из бетонных стен толщиной 60 см. К башне маяка пристроено двухэтажное строение. На объекте также находится одноэтажное бетонное здание для генератора размером 9×4 метра.

## История
В 1938 году Японская империя начала строительство маяка Полуват для облегчения навигации судов между Палау и лагуной Чуук. В то время Чуук и большая часть Микронезии находились под управлением Японии в рамках Южнотихоокеанского мандата.  Поскольку при строительстве использовался принудительный труд с Полувата и соседних островов, а также отсутствовала тяжёлая техника, строительство было завершено только в 1940 году. Маяк и близлежащий аэродром были обнаружены американскими самолётами-разведчиками 10 апреля 1944 года. Вскоре оба объекта были выведены из строя в результате авиаударов. Маяк был заброшен и никогда не восстанавливался, и в конце концов зарос тропической растительностью.
16 августа 1983 года Японский маяк был внесён в национальный реестр исторических мест США.